# Konrad Bachmann (Literaturwissenschaftler)

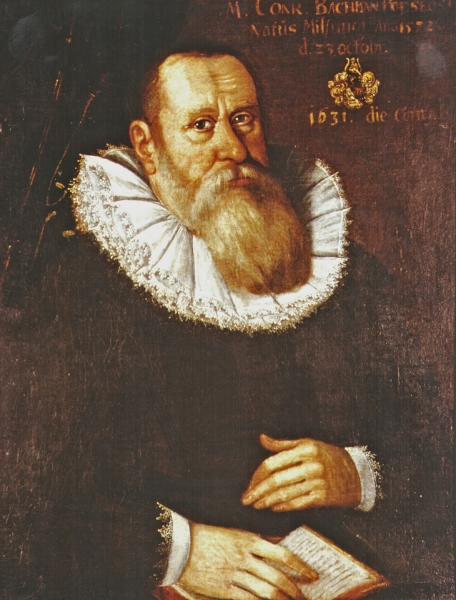
Konrad Bachmann in der Gießener Professorengalerie

Konrad Bachmann (* 23. Oktober 1572 in Melsungen; † 27. April 1646 in Marburg) war ein deutscher Literaturwissenschaftler, Historiker und Bibliothekar.

## Leben
Der Sohn des Bürgers Hermann Bachmann hatte anfänglich die Schule seiner Heimatstadt, dann die Schulen in Kassel und Hersfeld besucht. 1591 begann er ein philosophisches Studium an der Universität Marburg, wo er 1593 das Baccalaurat und 1596 den akademischen Grad eines Magisters der philosophischen Wissenschaften erwarb. 1597 wurde er Hauslehrer der Kinder des Gießener Superintendenten Jeremias Vietor.
Durch den Kontakt mit Vietor erhielt er auch an eine Schullehrerstelle in Gießen. 1605 wurde er Lehrer am Pädagogium der Universität Gießen und im Folgejahr Professor der Poetik und Geschichte dieser Universität. Als Professor hatte man ihm auch das Amt eines Bibliothekars der Gießener Hochschule übertragen. Da die Gießener Hochschule 1625 nach Marburg verlegt wurde, wechselte er in gleichen Funktionen dorthin, wo er bis zu seinem Lebensende wirkte.

## Familie
Er hatte sich 1599 mit Marie Melchior († 30. Juli 1637 in Frankfurt am Main), Tochter des Verwalters von Großen-Linden Hartmann Melchior, verheiratet. Aus dieser Ehe stammen drei Töchter und ein Sohn.
Von den Kindern ist bekannt
- Johann Konrad (seit 1634 Stadtprediger in Sankt Goar) ⚭ 1637 mit einer Tochter des Darmstädtischen Amtmanns in Reichenberg Daniel Schmalkalder
- Anna Catherine

## Werke
- Epigr. in conjugium secundum Theod.Hultzscheri Marp. Ministri, cum Sybilla Jo. Kornmanni Past. Windensis filia. Marburg 1596
- Panegyricus in Aegid. Hunnium. Gießen 1609
- Epicedion in obitum Jerem. Vietoris. Gießen 1609
- Apospasmatia poetica, in fingulos libros sacrorum, epicorum, elegiarum, lyricorum, phaleucorum & epigrammatum distributa. Gießen 1610
- Compendium praeceptionum poeticarum. Gießen 1610, 1612, 1617, 1623, 1652, 1665, 1697, 1712, 1716, 1741; Marburg 1618, 1632, 1669; Darmstadt 1662; Frankfurt am Main 1682; Wetzlar 1764; (ein Schulbuch)
- Tabulae genealogicae Ludovici Friderici Ducis Würtemb. & Elifabethae Magdalenae Landgr. Hass. Gießen 1617
- Christoph Helvici Chronica oder allgemeine Historien und Geschichte in die deutsche Sprach gebracht; nebst Helvici teuscher Chronologie. Gießen 1618 (er ist Übersetzer der Schrift)
- Carmen in obitum Dan. Stammii Gießen 1621 lat. u. deutsch
- Elogia familiae Jungermannianae. Gießen 1624
- Dan. Cramers emblem, sacra. Frankfurt am Main 1624
- Lessus funebris fuper obitum Ludovici H-L. Marburg 1626
- Regnum convivale Justi Sinoldi cogn. Schütz. Marburg 1633
- Epicedion in obitum Ertwini zur Wonung. Marburg 1636
- Epicedion in obitum Ant. Neseni. Marburg 1640
- Epicedion in obitum Henr. Laur. Geibelii. Marburg 1644
- Epigramma eteologicum in diem natalem Hartm. Reinigk.